# Écausseville
Écausseville település Franciaországban, Manche megyében. Lakosainak száma 112 fő (2022. január 1.). Écausseville Saint-Floxel, Émondeville, Éroudeville, Fresville, Le Ham és Joganville községekkel határos.

## Népesség
A település népességének változása:
| Lakosok száma | 129  | 87   | 89   | 105  | 99   | 100  | 102  | 103  | 106  | 112  |
|               | 1968 | 1982 | 1990 | 2006 | 2013 | 2015 | 2017 | 2019 | 2020 | 2022 |